# Le Pâquier
Le Pâquier é uma comuna da Suíça, no Cantão Friburgo, com cerca de 983 habitantes. Estende-se por uma área de 4,50 km², de densidade populacional de 218 hab/km². Confina com as seguintes comunas: Gruyères, La Tour-de-Trême.
A língua oficial nesta comuna é o Francês.